# 哈斯木江·坎比里
哈斯木江·坎比里（維吾爾語：待查‎，1910年—1956年3月3日）笔名“伊纳克”（维吾尔语，意为和睦）。维吾尔族，新疆阿图什人。三区革命发动者之一。中华民国及中华人民共和国官员、诗人、剧作家。维吾尔族现代戏剧艺术创始人之一。

## 生平
幼年时，哈斯木江在家乡念完初小。之后，随父亲迁居苏联。最初他在雅尔堪特，后到塔什干民族学院学习。1919年初，“维吾尔族联盟”在塔什干成立，该组织对在苏联的维吾尔族人开展社会主义及新文化教育，当时他也受到教育。1930年到1931年间，他在中亚的维吾尔族人中间开展文化启蒙及宣传。1932年回到新疆伊宁后，他投身文教工作及文学创作，参加了反帝、反封建、反愚昧落后的活动。1934年，“维吾尔文化促进会”（简称“维文会”）伊犁分会在伊犁成立，哈斯木江当选副会长。但是，当地政府于1937年逮捕了包括哈斯木江在内的伊犁维文会全体领导。起初，哈斯木江被关押在伊宁监狱，后来转押至迪化（今乌鲁木齐市）第二监狱。
1943年，哈斯木江获得释放，但仍受盛世才当局监视。1944年从迪化回到伊宁以后，他参加了地下革命组织领导的游击队，成为“解放组织”领导成员之一。1944年三区革命爆发以后，他参与创建革命政权，获授上校军衔，出任三区革命南征军司令。1945年率南征军赴南疆参加领导武装斗争以及建设政权。南征军自阿克苏撤回以后，他在伊宁负责三区革命临时政府的文化、教育、卫生工作。1946年新疆省联合政府成立后，1946年6月，他任喀什专署副专员。1947年7月，中国国民党新疆当局镇压迪化各族群众游行，并且在南疆逮捕了包括哈斯木江在内的大批革命青年。自此他被关押，直到1948年8月，被新疆省政府主席包尔汉请到迪化担任维吾尔族文化促进总会主席，并且任《真理报》主编。
1949年新疆和平解放后，他担任莎车专区专员。他还是新疆省人民政府委员。1950年，加入中国共产党。随后参加和领导了莎车地区的减租反恶霸、土地改革等社会改革。1954年以后，担任南疆行政公署副主任。
1956年3月3日，新疆维吾尔自治区人民代表大会代表、新疆维吾尔自治区人民委员会委员、中共南疆区委员会委员、南疆行政公署第二副主任哈斯木江因患急性心肌梗塞医治无效而在喀什病逝，享年46岁。3月4日，南疆区、喀什市级机关干部和喀什市各界人民群众为他召开追悼大会。中共新疆维吾尔自治区委员会代表□□□、新疆维吾尔自治区人民委员会代表扎克洛夫、新疆维吾尔自治区政协代表买合买提江·买合苏木、中共南疆区委员会第三书记祁果等人参加追悼大会。当天下午4时，其遗体在喀什市东郊浩汗区艾孜热提乡小学后花园安葬。3月3日，中共新疆维吾尔自治区委员会、新疆维吾尔自治区人民委员会唁电称：
中共新疆維吾爾自治區委員會、新疆維吾爾自治區人民委員會唁電
南疆區黨委、南疆行署：
南疆行署付主任哈斯木江同志不幸患病逝世，這是我黨和新疆各族人民的一個很大損失，哈斯木江同志爲新疆各族人民的解放事業奮斗多年，現在正當祖國社會主義改造和社會主義建設事業□□發展的時期，哈斯木江同志竟與我們永別了，中國共產黨新疆維吾爾自治區委員會與新疆維吾爾自治區人民委員會表示深沉的哀悼。我們全黨同志與全體幹部要加倍努力，進一步做好新疆的社會主義改造和社會主義建設事業，以資悼念死者。並向哈斯木江同志家屬誌哀。
1956年3月3日

## 作品
从在苏联塔什干学习时，他开始了自己的文学创作生涯。他以笔名“伊纳克”（意为“和睦”）创作了不少诗与歌词，并且谱曲并演唱。1932年从苏联回新疆后，他在伊犁创办乡村剧团，创作并演出宣传反帝反封建思想的小型戏剧，受到群众欢迎。1930年代初，他创作并演出的戏剧包括《受贿的乡约》、《残暴的乡约》、《被诽滂的再纳甫》、《巫医》等等。他还打破伊斯兰教礼法束缚，培养妻子上台演出，创造了维吾尔族女子上台演戏的先河。1936年后，他创作了戏剧《光辉的胜利》，并且将维吾尔族古典叙事诗《艾里甫与赛乃姆》改编成戏剧并演出，收到热烈反响。他还创作了不少诗歌，比如《赠给爱人》、《献给“汗腾格里”的喜日》、《祖国之恋》、《我不会忘记》、《我的年轻时代》等等，体现了他针对盛世才、国民党反动派、维吾尔族封建势力及伊斯兰教落后思想的斗争，表达了对民主和自由的向往。